# 아사정 (야마구치현)
아사정(厚狭町)은 야마구치현 아사군에 설치되었던 정이다. 현재의 산요오노다시에 해당한다.